# Juan Pujol García
Juan Pujol García MBE (tiếng Tây Ban Nha: [ˈxwam puˈʝol ɣaɾˈθi.a]; 14 tháng 2 năm 1912 – 10 tháng 10 năm 1988), còn được gọi là Joan Pujol i García (tiếng Catalunya: [ʒuˈam puˈʒɔl i ɣəɾˈsi.ə]), là một điệp viên hai mang người Tây Ban Nha làm việc cho cơ quan tình báo Anh MI5 trong Chiến tranh Thế giới thứ hai. Bí danh của ông khi làm việc với tình báo Anh là Garbo, trong khi đó tình báo Đức Quốc Xã đặt cho ông bí danh Alaric và gọi tên mạng lưới tình báo giả do ông tạo ra là Arabal.
Khó chịu trước các loại hình chủ nghĩa chính trị cực đoan trong Nội chiến Tây Ban Nha, Pujol đã quyết định đầu quân cho cơ quan tình báo Anh "vì lợi ích của nhân loại." Pujol và vợ đã liên lạc với Đại sứ quán Anh tại Madrid, nhưng người Anh đã từ chối lời đề nghị của ông ấy.
Không nản lòng, Pujol đã tạo danh tính giả là một quan chức chính phủ Tây Ban Nha cuồng tín ủng hộ Đức Quốc xã và nhanh chóng được cơ quan tình báo của Đức Quốc Xã tuyển mộ. Pujol được lệnh đến Anh và tuyển dụng thêm các đặc vụ ở đó; nhưng ông lại đến Lisboa và tạo ra các báo cáo không có thật về nước Anh từ nhiều nguồn tin khác nhau như các tờ hướng dẫn du lịch nước Anh, lịch trình tàu, bản tin điện ảnh và quảng cáo trên tạp chí.
Dù có nguy cơ bị lộ nếu các báo cáo giả của ông được kiểm tra kỹ lưỡng, Pujol đã sớm khẳng định mình là một điệp viên có tài. Ông đã tạo ra một mạng lưới tình báo giả với nhiều điệp viên hư cấu để có thể dễ dàng đổ mọi trách nhiệm nếu người Đức phát hiện ra các thông tin ông cung cấp là sai lệch. Tình báo Đồng Minh bắt đầu để ý tới Pujol và chấp nhận tuyển mộ ông sau khi chứng kiến việc người Đức đã phải dành ra một nguồn lực đáng kể để đi săn, truy tìm các đoàn vận tải hư cấu dựa trên các thông tin giả mà Pujol cung cấp. Desmond Bristow, một điệp viên Anh công tác tại Cục Tình báo Quân đội (MI6), đã thẩm vấn Pujol và chấp nhận cho ông gia nhập vào mạng lưới tình báo Anh. Pujol cùng gia đình sau đó được chuyển đến Anh, nơi ông được nhận bí danh mới là Garbo. Đến khi chiến tranh kết thúc, Pujol và chuyên viên MI6 Tomás Harris đã hợp tác mở rộng mạng lưới tình báo hư cấu, liên lạc với đặc vụ Đức nằm vùng bằng thư và sau đó là qua đài phát thanh. Người Đức, không biết rằng họ đã bị mắc lừa, đã đồng ý tài trợ mạng lưới điệp viên 27 người hư cấu của Pujol và Harris.
Pujol là nhân tố quan trọng dẫn đến sự thành công của Chiến dịch Fortitude, chiến dịch đánh lừa người Đức về quy mô, địa điểm và thời gian về một chiến dịch đổ bộ của quân đội Đồng Minh vào năm 1944. Thông tin sai lệch mà Pujol cung cấp đã giúp thuyết phục các quan chức cấp cao Đức rằng cuộc quân đội Đồng Minh sẽ đổ bộ vào Pas-de-Calais thay vì Normandie, và thực tế đã khiến quân đội Đức phải duy trì lực lượng lớn ở Pas-de-Calais trước và ngay cả sau khi quân Đồng Minh đã đổ bộ vào Normandie. Đóng góp của Pujol đã giúp ông nhận được nhiều huân chương cao quý từ cả hai phe trong chiến tranh, trong đó có Huân chương Thập tự Sắt của Đức Quốc Xã và Huân chương Đế quốc Anh.

## Thiếu thời
Juan Pujol García sinh ngày 14 tháng 2 năm 1912 ở Barcelona, Tây Ban Nha trong một gia đình thuộc tầng lớp trung lưu. Ông là người con thứ ba trong tổng số bốn người con của ông Joan Pujol, chủ một nhà máy nhuộm có tiếng ở Barcelona, và bà Mercedes García Guijarro. Năm bảy tuổi, ông theo học tại Trường nội trú Valldemia ở Mataró, cách Barcelona khoảng 32 km; nơi ông gắn bó trong suốt bốn năm tiếp theo. Học sinh chỉ được phép ra khỏi trường vào Chủ nhật nếu có khách đến thăm, vì vậy bố ông đã thường xuyên đến thăm ông vào Chủ nhật hàng tuần. Năm 13 tuổi, Pujol nhập học trường được điều hành bởi một người bạn chơi bài của bố ông là Đức cha Josep, và là nơi ông theo học trong ba năm. Sau khi cãi nhau với một người giáo viên trong trường, ông đã quyết định bỏ học và làm việc trong một cửa hàng kim khí ở La Rambla. Pujol đã lảm nhiều công việc khác nhau trong suốt thời thanh niên của ông, từ việc học chăn nuôi ở Trường Gia cầm Hoàng gia Arenys de Mar và tham gia quản lý nhiều doanh nghiệp khác nhau, trong đó có cả rạp chiếu phim.
Cha của ông qua đời vài tháng sau khi nền Đệ Nhị Cộng hòa Tây Ban Nha được thành lập vào năm 1931, trong khi Pujol đang hoàn thành chương trình học về nông dân chăn nuôi gia cầm. Nhà máy nhuộm được cha ông để lại đã giúp gia đình của Pujol có một cuộc sống ổn định, tới khi bị công nhân đình công đánh chiếm nhà máy trong giai đoạn đầu của Nội chiến Tây Ban Nha.

## Nội chiến Tây Ban Nha
Năm 1931, Pujol thực hiện chế độ nghĩa vụ quân sự bắt buộc kéo dài sáu tháng trong một đơn vị kỵ binh thuộc Trung đoàn Pháo hạng nhẹ số 7. Trong thời gian đó, ông nhận ra mình không phù hợp với nghiệp nhà binh, ghét cưỡi ngựa và cho rằng mình thiếu "những phẩm chất cần thiết như lòng trung thành, sự hào phóng và danh dự." Năm 1936, Pujol đang quản lý một trang trại gia cầm ở phía bắc Barcelona thì Nội chiến Tây Ban Nha nổ ra. Hôn phu của em gái ông, Elena, đã bị lực lượng Cộng hòa bắt giữ, sau đó Elena và mẹ ông cũng bị bắt và bị buộc tội phản cách mạng. Họ nhanh chóng được cứu thoát nhờ sự giúp đỡ của một người họ hàng trong công đoàn.
Pujol sau đó được gọi đi nghĩa vụ quân sự cho phe Cộng hòa, nhưng bản thân ông đã tỏ rõ thái độ không ủng hộ chính phủ Cộng hòa vì sự đối xử bất công của chính phủ với gia đình ông trước đó. Pujol đến trốn ở nhà bạn gái cho đến khi bị bắt trong một cuộc truy quét của cảnh sát, và bị giam giữ một tuần đến khi được một nhóm quân Kháng chiến theo Chủ nghĩa Truyền thống tên Socorro Blanco giải cứu. Họ đã giúp che giấu Pujol tới khi làm xong giấy tờ tùy thân giả cho ông, và đã khai khống tuổi trong giấy tờ để giúp ông vượt quá tuổi nhập ngũ. Ông được giao quản lý một trang trại gia cầm đã bị chính quyền Cộng hòa địa phương trưng dụng, nhưng không thu được lợi nhuận và thường bị ủy ban địa phương bắt bẻ về mọi mặt. Nên trong thời gian này, ác cảm của ông đối với Chủ nghĩa Cộng sản cũng ngày một tăng thêm.
Ông quyết định tái gia nhập quân đội phe Cộng hòa với giấy tờ tùy thân giả, và xung phong làm nhiệm vụ lắp đặt dây cáp điện báo ở gần tiền tuyến để có cơ hội đào ngũ. Pujol đào ngũ thành công sang phe quân đội Quốc gia trong trận Ebro vào tháng 9 năm 1938. Tuy nhiên, Pujol cũng bị binh sĩ quân đội Quốc gia đối xử tệ bạc không kém và ông không thích những ảnh hưởng, suy nghĩ thân Phát xít cực đoan của họ. Do lên tiếng bày tỏ sự ủng hộ, cảm thông với chế độ quân chủ, Pujol đã bị một sĩ quan Quốc gia đánh đập và bỏ tù.
Những trải nghiệm với cả hai phe đối nghịch đã khiến Pujol căm ghét sâu sắc cả Chủ nghĩa Phát xít và Chủ nghĩa Cộng sản, và rộng ra là Đức Quốc Xã và Liên Xô. Dù vậy, Pujol vẫn tự hào rằng ông đã phục vụ cả hai phe trong cuộc chiến mà không phải bắn một phát đạn. Sau khi giải ngũ khỏi quân đội Quốc gia, ông kết hôn với Araceli Gonzalez, và họ có một người con tên là Joan Fernando.

## Chiến tranh Thế giới thứ hai

### Hoạt động tình báo độc lập
Vào năm 1940 - giai đoạn đầu của Chiến tranh Thế giới thứ hai, Pujol quyết định ông phải đóng góp gì đó "cho lợi ích của nhân loại" và đã quyết định giúp đỡ nước Anh trên tinh thần tự nguyện trước sự bất mãn với chế độ phát xít. Bắt đầu từ tháng 1 năm 1941, ông đã liên lạc tới Đại sứ quán Anh ở Madrid ba lần, thậm chí thông qua cả vợ ông, nhưng người Anh không hứng thú với việc tuyển dụng ông làm điệp viên. Do đó, ông đã quyết định thâm nhập vào cơ quan tình báo của Đức Quốc Xã, trước khi tiếp cận người Anh một lần nữa để đề nghị giúp đỡ họ với vai trò mới là điệp viên hai mang.
Pujol đã tạo ra danh tính giả đầu tiên: một quan chức chính phủ Tây Ban Nha có tư tưởng ủng hộ Đức Quốc Xã, và đang chuẩn bị lên đường đến London trong một chuyến công cán cho chính phủ. Ông cũng làm được một hộ chiếu ngoại giao Tây Ban Nha giả bằng cách lừa một thợ in rằng ông là một nhân viên làm việc cho Đại sứ quán Tây Ban Nha ở Lisboa. Pujol liên lạc được với Friedrich Knappe-Ratey, bí danh "Frederico" – một điệp viên của cơ quan tình báo Đức Quốc Xã Abwehr đang làm nhiệm vụ ở Madrid. Thông qua Knappe-Ratey, Abwehr đã tin tưởng tiếp nhận Pujol và tạo điều kiện cho ông học một khóa học cấp tốc về hoạt động tình báo (bao gồm cả viết mật), cấp cho ông một lọ mực vô hình, một cuốn sổ mật mã và 600 bảng Anh. Sau một thời gian, Abwehr đã giao cho Pujol chỉ thị đầu tiên: đến Anh dưới bí danh Alaric và tuyển mộ một mạng lưới gián điệp ở Anh.
Thay vì đến Anh như mệnh lệnh được giao, Pujol lại đến Lisboa, Bồ Đào Nha. Tại đó, ông tích cực theo dõi tin tức, xem các thước phim, đọc sách báo, tạp chí, tài liệu liên quan đến Anh, đặc biệt liên quan đến quân đội nước này. Sau đó, ông tự tổng hợp, xử lý và viết ra các báo cáo với những tin tức đắt giá như thể chúng được gửi về từ London và bởi một mạng lưới các điệp viên cung cấp tin tức. Pujol thường xuyên tạo ra những báo cáo không tồn tại về những chuyến đi khắp nước Anh, và gửi kèm chi phí đi lại của mình dựa trên bảng giá vé được ghi trong một cuốn sổ tay đường sắt Anh về Đức. Khó khăn lớn nhất của Pujol là hệ thống tiền tệ phi thập phân được sử dụng ở Anh. Vào thời điểm này, một bảng Anh bằng 20 shilling, và một shilling bằng 12 xu. Pujol không thể tính được tổng chi phí với hệ thống tiền tệ phức tạp này, vì vậy, báo cáo của ông chỉ ghi từng khoản tiền nhỏ và ông nhắn sẽ gửi tổng chi phí sau vào thời điểm cần thiết.
Sau một thời gian, Pujol đã tạo ra một mạng lưới điệp viên hư cấu rộng lớn và sống ở nhiều vùng khác nhau của Anh. Vì Pujol chưa thực sự đến Anh, nên báo cáo của ông đã có không ít sai sót, ví dụ như việc một người đưa tin của ông ở Glasgow nói "sẽ làm bất cứ điều gì để đổi lấy một lít rượu" mà không biết rõ thói quen uống rượu của người Scotland, hay việc nước Anh không sử dụng hệ đo lường mét. Nhiều báo cáo của ông đã bị tình báo Anh đánh chặn được, và được cho là tin cậy đến mức Cơ quan An ninh Nội địa Anh (MI5) đã phải triển khai các chiến dịch săn lùng gián điệp quy mô lớn.
Tháng 2 năm 1942, sau khi Hoa Kỳ tham chiến, vợ chồng Pujol đã liên lạc với Đại úy Patrick Demorest, một tùy viên Hải quân làm việc tại Đại sứ quán Hoa Kỳ ở Lisboa. Demorest nhận ra tài năng tình báo của Pujol và đã thông báo tới những người đồng nghiệp Anh để được xem xét tuyển dụng.

### Làm việc cho MI5

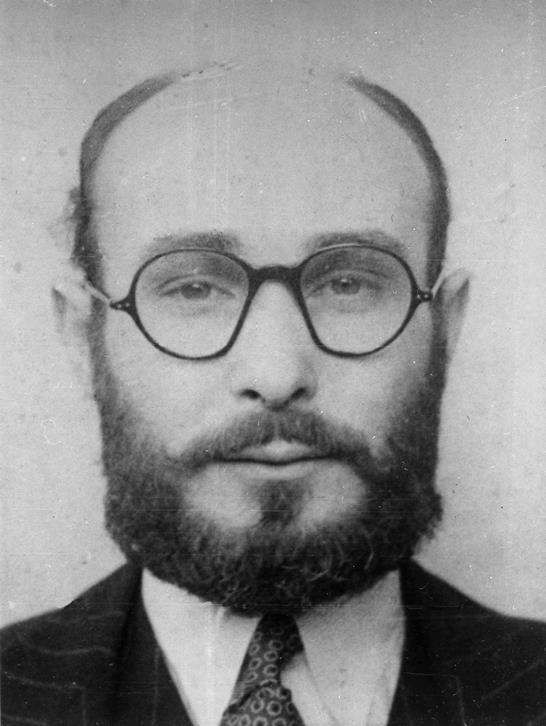
Ảnh hồ sơ MI5 của Juan Pujol García

Tình báo Anh đã biết được có ai đó đang cố gắng đánh lừa người Đức, và nhận ra đó là Juan Pujol García khi Hải quân Đức Quốc Xã liên tục tung ra những đợt săn tìm lãng phí vào những đoàn tàu vận tải không bao giờ tồn tại dựa trên báo cáo của Pujol. Tháng 4 năm 1942, Juan Pujol García bắt liên lạc với Cơ quan An ninh Nội địa Anh (MI5) một lần nữa và lần này, ông đã được tuyển dụng. Ngày 24 tháng 4 năm 1942, Pujol bay đến Anh với bí danh mới là Bovril, được đặt theo tên của một loại đồ uống. Sau khi vượt qua bài kiểm tra do Desmond Bristow, một chuyên viên làm việc tại Cục V (Cục Phản gián) thuộc Cục Tình báo Mật (MI6) khu vực Iberian, tiến hành, Bristow đã đề xuất với Pujol rằng ông nên làm việc với một nhân viên MI5 tên là Tomás Harris, một người nói thông thạo tiếng Tây Ban Nha, vì hai người có thể rất dễ hợp nhau. Gia đình của Pujol cũng được người Anh tạo điều kiện chuyển đến sinh sống ở Anh.
Pujol trở thành một điệp viên hai mang và hoạt động dưới sự bảo trợ của Ủy ban XX. Ban đầu, nhân viên phụ trách hồ sơ cho Pujol được chỉ định là Cyril Mills, nhưng Mills không nói được tiếng Tây Ban Nha nên ông đã đề nghị giao luôn việc xử lý hồ sơ cho Tomás Harris để hai người có thể tiện trao đổi và được chấp thuận. Nhờ trí tưởng tượng phi thường của mình, MI5 tin rằng Pujol nên có một bí danh mới giúp toát lên được "tài năng diễn xuất hệt như một diễn viên xuất sắc nhất thế giới' và ông được nhận bí danh Garbo, đặt theo tên của nữ minh tinh màn bạc Greta Garbo.
Trong thời gian duy trì mạng lưới điệp viên ảo, với sự trợ giúp của Tomás Harris, Juan Pujol García đã viết tổng cộng 315 thư, trung bình mỗi lá dài 2.000 từ, và được gửi đến một địa chỉ ở Lisboa do Abwehr chỉ định. Ông luôn tỏ ra là một người thích dài dòng, một tên phát xít cuồng tín, sẵn sàng hy sinh vì "trật tự thế giới mới" của Đức Quốc Xã. Những thông tin ông cung cấp cho tình báo Đức là sự pha trộn giữa những thông tin hoàn toàn hư cấu, thông tin thật có giá trị thấp về mặt quân sự và những thông tin tình báo quân sự được cố tình gửi muộn có chủ đích. Tháng 11 năm 1942, ngay trước thềm Chiến dịch Torch, Garbo đã gửi một báo cáo từ Clyde, Scotland cho người Đức về một đoàn tàu chiến và tàu chở quân của Anh đã rời khỏi cảng, được sơn các họa tiết ngụy trang của vùng Địa Trung Hải. Tin tức này được gửi qua thư theo đường hàng không và được đóng dấu bưu điện ngay trước khi diễn ra cuộc đổ bộ, và được tình báo Anh cố tình làm trì hoãn thêm một thời gian để bức thư đến muộn hơn so với dự kiến. Nội dung thông tin này hoàn toàn chính xác, nhưng xét về mặt tác chiến thì nó lại hầu như không có giá trị gì vì bức thư được gửi đến Bộ Chỉ huy Tối cao Quân lực Đức (OKW) quá trễ. Tuy vậy, giới tình báo Đức vẫn cảm thấy rất vui mừng vì dẫu sao, đó cũng là một thông tin chính xác mà họ đã nhận được từ Juan Pujol García. Trong thư phúc đáp của phía Đức gửi cho Juan Pujol García có đoạn: "Chúng tôi lấy làm tiếc bởi lá thư đến quá muộn, nhưng báo cáo của anh thật có ý nghĩa."
Ban đầu, việc đưa tin giữa Pujol và tình báo Đức được thực hiện thông qua một bên trung gian, người này là phi công của hãng Hàng không Hoàng gia Hà Lan (KLM), và sẵn sàng chuyển tin nhắn ra vào Lisboa để được nhận thêm tiền mặt. Điều đó đồng nghĩa với một vấn đề, việc chuyển tin nhắn sẽ bị giới hạn bởi lịch trình bay của KLM. Từ tháng 8 năm 1943, radio là phương thức liên lạc chính giữa Pujol và Đức, nên Pujol và Harris đã tạo ra một nhân viên điện đài hư cấu để "làm nhiệm vụ liên lạc giữa hai bên." Để tránh bị Abwehr nghi ngờ, Pujol thường xuyên tạo ra những lý do về việc tại sao các điệp viên của ông không báo cáo được những thông tin có sẵn một cách dễ dàng. Ví dụ: Pujol từng báo cáo rằng một điệp viên của ông ở Liverpool đã bị ốm nặng ngay trước ngày một hạm đội lớn của Đồng Minh rời khỏi cảng, nên không thể thông tin lại được sự kiện này. Để củng cố tính chính xác của câu chuyện, Pujol đã cho người điệp viên này "mất vì bệnh" và tạo ra một bản cáo phó giả để đăng lên một tờ báo địa phương nhằm thuyết phục người Đức. Tình báo Đức hoàn toàn bị thuyết phục bởi câu chuyện và đã gửi tiền trợ cấp cho góa phụ của người điệp viên hư cấu đó.
Do mạng lưới điệp viên của Pujol khá rộng lớn, nên Abwehr đã cung cấp ông hệ thống mã hóa riêng để sử dụng làm liên lạc. Bộ mã hóa này sau đó được Pujol chuyển cho bộ phận giải mã tại Bletchley Park để họ nghiên cứu sử dụng. Các tin nhắn được mã hóa của Garbo sẽ được gửi đến một địa điểm tiếp nhận của Đức ở Madrid, được giải mã thủ công và được mã hóa lại bằng máy Enigma để truyền về Berlin. Vì có được cả văn bản gốc và văn bản mã hóa Enigma chặn được, tình báo Anh có thể thu thập được thêm nhiều nguồn mã hóa để nghiên cứu, giúp thực hiện hiệu quả phương thức Tấn công Dữ liệu gốc Chọn sẵn (Chosen-Plaintext Attack) vào hệ thống truyền tin bằng Enigma của người Đức.

### Chiến dịch Fortitude
Tháng 1 năm 1944, Bộ Chỉ huy Tối cao Quân lực Đức và Abwehr nhận định rằng quân đội Đồng minh đang chuẩn bị cho một cuộc tiến công quy mô lớn ở Châu Âu và họ yêu cầu Juan Pujol García cung cấp thông tin về kế hoạch này. Nhận định của người Đức về ý định của quân Đồng minh là hoàn toàn đúng, trong bối cảnh kế hoạch tấn công của Đồng Minh vào miền bắc nước Pháp – Chiến dịch Overlord, thực tế đang được chuẩn bị, và Bộ chỉ huy Tối cao của Lực lượng Viễn chinh Đồng Minh (SHAEF) quyết định rằng điều cực kỳ quan trọng là các nhà lãnh đạo Đức phải bị đánh lừa để tin rằng cuộc đổ bộ sẽ diễn ra tại Pas-de-Calais, đối diện Eo biển Dover. Điều mà phía Đức không thể nào biết được là Chiến dịch Fortitude – kế hoạch nghi binh đánh lừa trên quy mô lớn, đã được vạch ra, trong đó Juan Pujol García là một trong những điệp viên chủ đạo của chiến dịch. Từ tháng 1 năm 1944 đến Ngày D, có hơn 500 bức điện (mỗi ngày 4 bức) được trao đi đổi lại giữa Juan Pujol García và bộ phận tiếp nhận thông tin của tình báo Đức quốc xã ở Madrid, đa phần là về những thông tin không xác thực nhưng liên quan đến một cuộc đổ bộ trong tương lai của Đồng Minh..

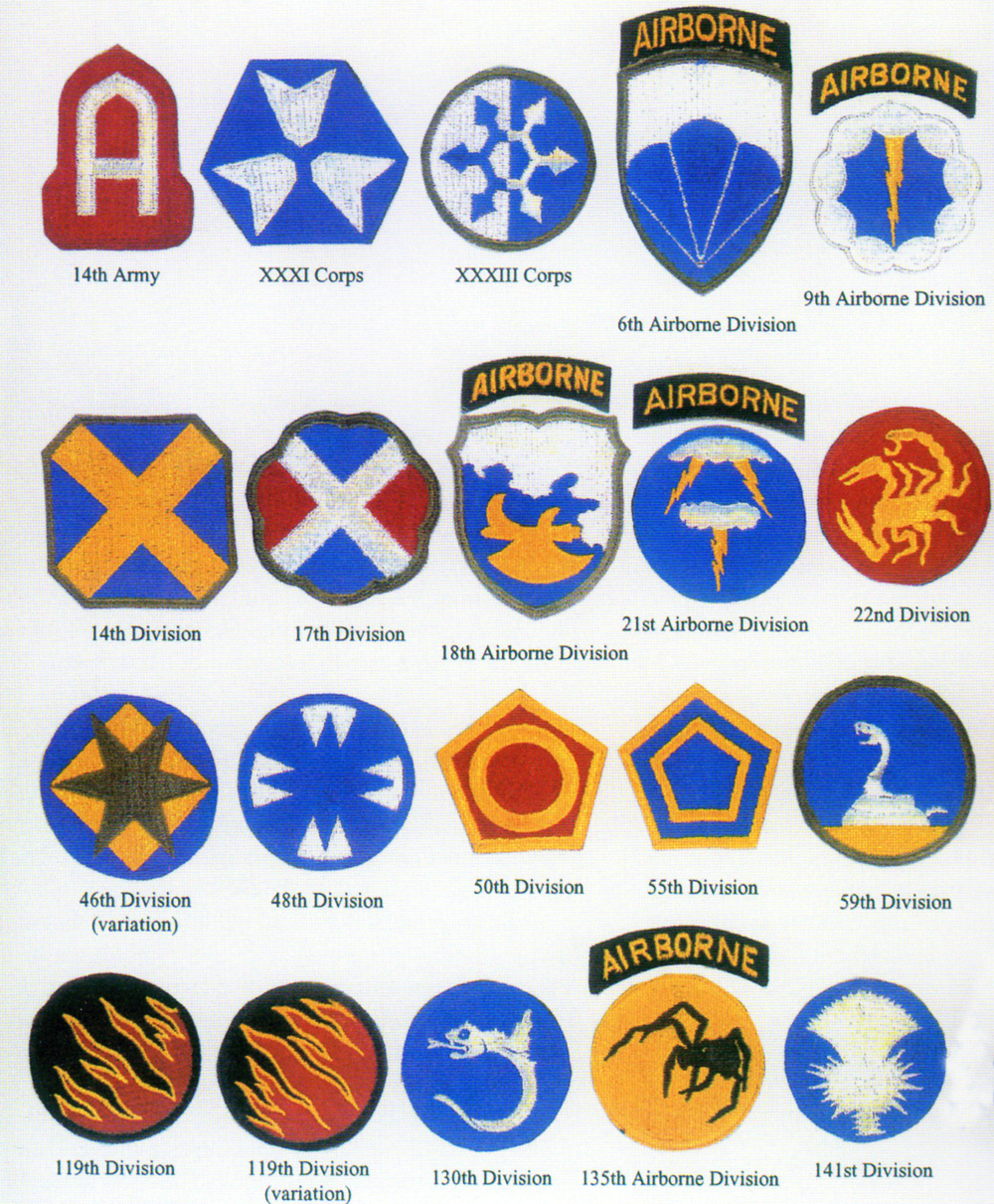
Phù hiệu vai được thiết kế cho các đơn vị "giả" của Cụm tập đoàn quân Hoa Kỳ số 1, do Trung tướng George Patton làm chỉ huy trưởng.

Để đảm bảo độ tin cậy, MI5 đã cho phép Pujol báo trước cho người Đức về thời gian và một số chi tiết về chiến dịch đổ bộ thực sự vào Normandie, nhưng chỉ được phép truyền đi vào lúc rất muộn để người Đức không thể phản ứng kịp thời. Trong đêm ngày 5/6 tháng 6, Pujol đã liên lạc về trụ sở của Abwehr ở Berlin và dựng lên một câu chuyện về một điệp viên nằm vùng dưới quyền ông sắp gửi đến một thông tin quan trọng. Tuy nhiên, phải đến 03:00 ngày 6 tháng 6, Pujol mới liên lạc về Berlin, và không nhận được phản hồi nào từ các chuyên viên Đức đến 08:00 cùng ngày. Vào thời điểm đó, cuộc đổ bộ vào Normandie đã diễn ra được hơn hai tiếng, nên thông tin mà Pujol cung cấp, dù chính xác, nhưng đã hoàn toàn lỗi thời. Ông sau đó tỏ vẻ bực tức với bên Abwehr rằng sự sơ suất của họ đã làm hỏng hết kế hoạch của ông, "Tôi không chấp nhận bất kỳ lời bào chữa hay sơ suất nào. Nếu không vì lý tưởng của mình, có lẽ tôi đã từ bỏ công việc này."
Ngày 9 tháng 6 –  ba ngày sau cuộc đổ bộ – Juan Pujol García gửi một bức điện cho tình báo Đức Quốc Xã khẳng định lại mục đích chính của cuộc đổ bộ "nghi binh" lên Normandie chỉ là nhằm bảo đảm sự thành công cho kế hoạch thực sự của quân Đồng minh sắp diễn ra ở Pas-de-Calais. Bức điện của ông bao gồm thông tin về 75 sư đoàn hiện đang đóng quân ở Anh (trên thực tế chỉ có 50), và Cụm tập đoàn quân Hoa Kỳ số 1 của Trung tướng George Patton, bao gồm 11 sư đoàn, hiện đang đóng quân ở phía đông nam nước Anh. Thông tin này được Abwehr gửi trực tiếp lên văn phòng của Adolf Hitler và Bộ Chỉ huy Tối cao Quân lực Đức.

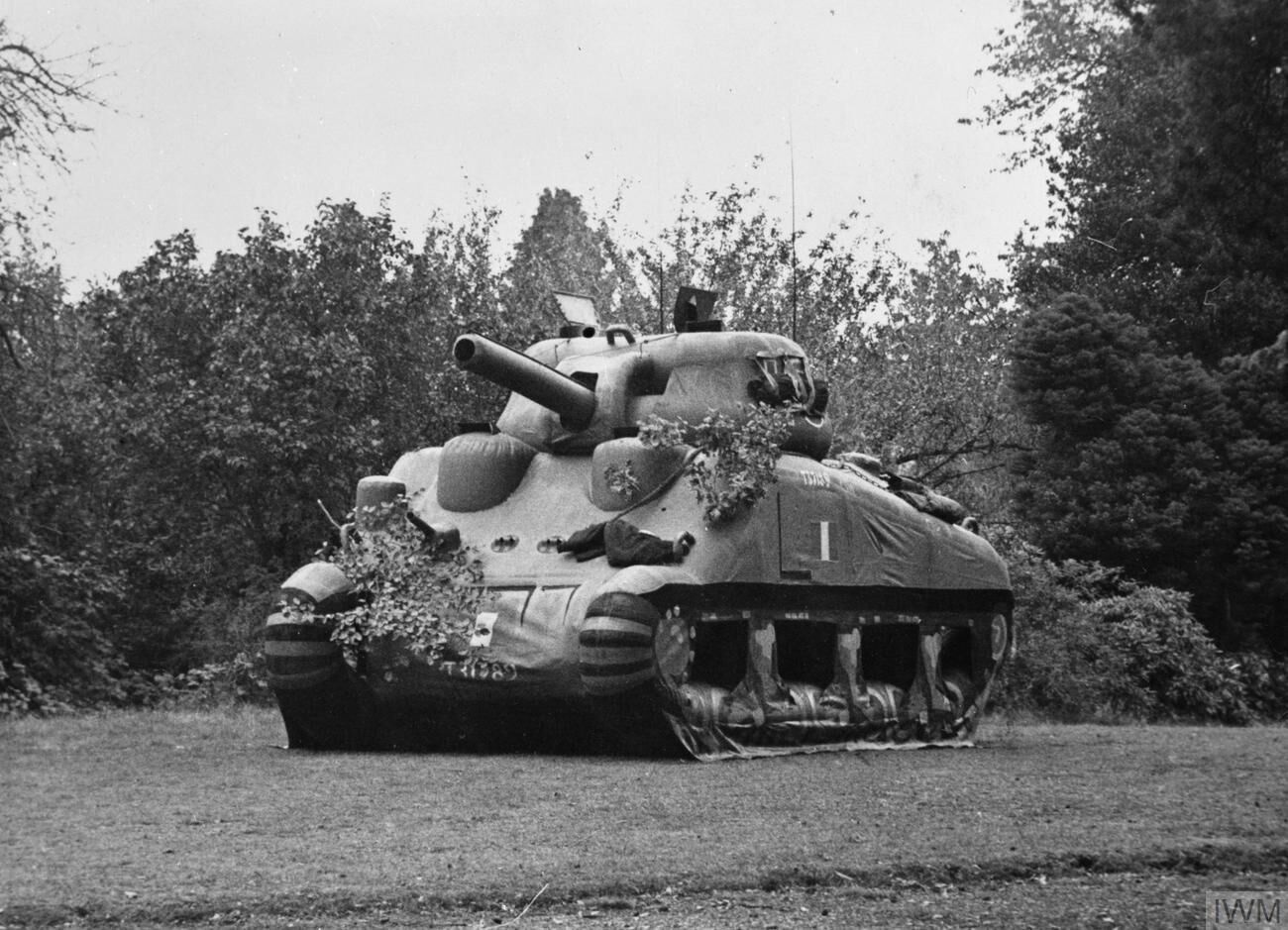
Mẫu xe tăng bơm hơi được quân Đồng Minh sử dụng trong Chiến dịch Fortitude South.

Để củng cố niềm tin của người Đức, quân đội Đồng Minh đã lắp đặt nhiều đơn vị xe tăng, xe tải bơm hơi, xuồng đổ bộ giả và tập trung chúng lại ở các khu vực ven biển gần Calais và các khu vực được Pujol báo cáo. Thông điệp của Pujol còn chỉ rõ một vài đơn vị của Cụm tập đoàn quân Hoa Kỳ số 1 vẫn chưa được lệnh lên đường, do đó cuộc đổ bộ vào Normandie chỉ là một màn đánh lạc hướng của tình báo Đồng Minh. Một thông điệp của Đức được gửi đi từ Madrid hai ngày sau đó nói rằng "tất cả các báo cáo nhận được trong tuần trước từ Arabel đã được xác nhận và được coi là có giá trị đặc biệt." Sau khi Chiến tranh Thế giới thứ hai kết thúc, người Anh đã kiểm tra đối chiếu hồ sơ của Đức và kết luận, trong Chiến dịch Fortitude, không ít hơn 62 báo cáo của Pujol đã được đưa vào các bản tóm tắt tình báo của Bộ Chỉ huy Tối cao Quân lực Đức.
Dựa vào thông tin của Pujol, Bộ Chỉ huy Tối cao Quân lực Đức đã giữ lại hai sư đoàn Panzer và 19 sư đoàn bộ binh ở khu vực Pas-de-Calais để sẵn sàng đối phó với cuộc đổ bộ thứ hai của quân đội Đồng Minh trong suốt tháng 7 và tháng 8. Thống chế Gerd von Rundstedt, Chỉ huy trưởng Bộ chỉ huy quân đội Đức tại miền Tây (OB West), đã tin vào những bức điện của Juan Pujol García đến mức ông đã gạt đi yêu cầu của Thống chế Erwin Rommel về việc di chuyển các sư đoàn từ Pas-de-Calais đến Normandie.
Đến cuối tháng 6 năm 1944, Abwehr yêu cầu Pujol gửi các báo cáo chi tiết về điểm rơi của những quả bom bay V-1 ở Anh. Do không tìm được cách để tạo ra thông tin sai lệch và không muốn gây nghi ngờ với người Đức, nên Harris đã sắp xếp một vụ "bắt giữ" Pujol có chủ đích. Pujol được thả tự do và quay trở lại làm việc vài ngày sau đó. Khi tình báo Đức biết được thông tin này, họ đã cho phép Pujol ngừng mọi hoạt động gián điệp để ông được "nghỉ phép," đúng như mong đợi của Harris và Pujol. Pujol cũng nhận được một bức thư xin lỗi từ Bộ trưởng Bộ Nội vụ Herbert Morrison vì vụ bắt giữ "bất hợp pháp" này. Tháng 9 năm 1944, MI5 quyết định rút Juan Pujol García về tuyến sau nhằm giấu kín những chiến thuật mà họ đã sử dụng trong chiến dịch đánh lừa tình báo Đức; đồng thời, cũng là để bảo vệ ông.

### Mạng lưới tình báo hư cấu
|                                                            |                                                            |                                                            |                                                            |                                                            |                                                            |  |  |                                                                                      |                                                                                      |                                                                                      |                                                                                      |                                                                                      |                                                                                      |  |  |                                                                   |                                                                   |                                                                   |                                                                   |                                                                   |                                                                   |  |  | Garbo/Arabel Juan Pujol García                                                  |                                                                                 |                                                                                 |                                                                                 |                                                                                 |                                                                                 |  |  |                                                                                  |                                                                                  |                                                                                  |                                                                                  |                                                                                  |                                                                                  |  |  |                                                           |                                                           |                                                           |                                                           |                                                           |                                                           |  |  |                                                   |                                                   |                                                   |                                                   |                                                   |                                                   |  |  |  |  |  |  |  |  |  |  |  |  |  |  |  |  |  |  |  |  |  |  |  |  |  |  |  |  |  |  |  |  |  |  |  |  |  |  |  |  |  |  |  |  |
|                                                            |                                                            |                                                            |                                                            |                                                            |                                                            |  |  |                                                                                      |                                                                                      |                                                                                      |                                                                                      |                                                                                      |                                                                                      |  |  |                                                                   |                                                                   |                                                                   |                                                                   |                                                                   |                                                                   |  |  |                                                                                 |                                                                                 |                                                                                 |                                                                                 |                                                                                 |                                                                                 |  |  |                                                                                  |                                                                                  |                                                                                  |                                                                                  |                                                                                  |                                                                                  |  |  |                                                           |                                                           |                                                           |                                                           |                                                           |                                                           |  |  |                                                   |                                                   |                                                   |                                                   |                                                   |                                                   |  |  |  |  |  |  |  |  |  |  |  |  |  |  |  |  |  |  |  |  |  |  |  |  |  |  |  |  |  |  |  |  |  |  |  |  |  |  |  |  |  |  |  |  |
|                                                            |                                                            |                                                            |                                                            |                                                            |                                                            |  |  |                                                                                      |                                                                                      |                                                                                      |                                                                                      |                                                                                      |                                                                                      |  |  |                                                                   |                                                                   |                                                                   |                                                                   |                                                                   |                                                                   |  |  |                                                                                 |                                                                                 |                                                                                 |                                                                                 |                                                                                 |                                                                                 |  |  |                                                                                  |                                                                                  |                                                                                  |                                                                                  |                                                                                  |                                                                                  |  |  |                                                           |                                                           |                                                           |                                                           |                                                           |                                                           |  |  |                                                   |                                                   |                                                   |                                                   |                                                   |                                                   |  |  |  |  |  |  |  |  |  |  |  |  |  |  |  |  |  |  |  |  |  |  |  |  |  |  |  |  |  |  |  |  |  |  |  |  |  |  |  |  |  |  |  |  |
| Điệp viên 1 Tiếp viên hàng không của KLM, từ chức năm 1943 | Điệp viên 1 Tiếp viên hàng không của KLM, từ chức năm 1943 | Điệp viên 1 Tiếp viên hàng không của KLM, từ chức năm 1943 | Điệp viên 1 Tiếp viên hàng không của KLM, từ chức năm 1943 | Điệp viên 1 Tiếp viên hàng không của KLM, từ chức năm 1943 | Điệp viên 1 Tiếp viên hàng không của KLM, từ chức năm 1943 |  |  | Điệp viên 2 William Gerbers, doanh nhân Đức gốc Thụy sĩ, qua đời tại Bootle năm 1942 | Điệp viên 2 William Gerbers, doanh nhân Đức gốc Thụy sĩ, qua đời tại Bootle năm 1942 | Điệp viên 2 William Gerbers, doanh nhân Đức gốc Thụy sĩ, qua đời tại Bootle năm 1942 | Điệp viên 2 William Gerbers, doanh nhân Đức gốc Thụy sĩ, qua đời tại Bootle năm 1942 | Điệp viên 2 William Gerbers, doanh nhân Đức gốc Thụy sĩ, qua đời tại Bootle năm 1942 | Điệp viên 2 William Gerbers, doanh nhân Đức gốc Thụy sĩ, qua đời tại Bootle năm 1942 |  |  | Điệp viên 3 Benedict "Carlos", học sinh người Venezuela ở Glasgow | Điệp viên 3 Benedict "Carlos", học sinh người Venezuela ở Glasgow | Điệp viên 3 Benedict "Carlos", học sinh người Venezuela ở Glasgow | Điệp viên 3 Benedict "Carlos", học sinh người Venezuela ở Glasgow | Điệp viên 3 Benedict "Carlos", học sinh người Venezuela ở Glasgow | Điệp viên 3 Benedict "Carlos", học sinh người Venezuela ở Glasgow |  |  | Điệp viên 4 Chamillus, người gốc Gibraltar, bồi bàn công ty NAAFI ở Chislehurst | Điệp viên 4 Chamillus, người gốc Gibraltar, bồi bàn công ty NAAFI ở Chislehurst | Điệp viên 4 Chamillus, người gốc Gibraltar, bồi bàn công ty NAAFI ở Chislehurst | Điệp viên 4 Chamillus, người gốc Gibraltar, bồi bàn công ty NAAFI ở Chislehurst | Điệp viên 4 Chamillus, người gốc Gibraltar, bồi bàn công ty NAAFI ở Chislehurst | Điệp viên 4 Chamillus, người gốc Gibraltar, bồi bàn công ty NAAFI ở Chislehurst |  |  | Điệp viên 5 Moonbeam người gốc Venezuela, sống ở Ottawa, anh trai của "Benedict" | Điệp viên 5 Moonbeam người gốc Venezuela, sống ở Ottawa, anh trai của "Benedict" | Điệp viên 5 Moonbeam người gốc Venezuela, sống ở Ottawa, anh trai của "Benedict" | Điệp viên 5 Moonbeam người gốc Venezuela, sống ở Ottawa, anh trai của "Benedict" | Điệp viên 5 Moonbeam người gốc Venezuela, sống ở Ottawa, anh trai của "Benedict" | Điệp viên 5 Moonbeam người gốc Venezuela, sống ở Ottawa, anh trai của "Benedict" |  |  | Điệp viên 6 Hạ sĩ quan An ninh Dã chiến, tử trận năm 1943 | Điệp viên 6 Hạ sĩ quan An ninh Dã chiến, tử trận năm 1943 | Điệp viên 6 Hạ sĩ quan An ninh Dã chiến, tử trận năm 1943 | Điệp viên 6 Hạ sĩ quan An ninh Dã chiến, tử trận năm 1943 | Điệp viên 6 Hạ sĩ quan An ninh Dã chiến, tử trận năm 1943 | Điệp viên 6 Hạ sĩ quan An ninh Dã chiến, tử trận năm 1943 |  |  | Điệp viên 7 Dagobert cựu thủy thủ, sống ở Swansea | Điệp viên 7 Dagobert cựu thủy thủ, sống ở Swansea | Điệp viên 7 Dagobert cựu thủy thủ, sống ở Swansea | Điệp viên 7 Dagobert cựu thủy thủ, sống ở Swansea | Điệp viên 7 Dagobert cựu thủy thủ, sống ở Swansea | Điệp viên 7 Dagobert cựu thủy thủ, sống ở Swansea |  |  |  |  |  |  |  |  |  |  |  |  |  |  |  |  |  |  |  |  |  |  |  |  |  |  |  |  |  |  |  |  |  |  |  |  |  |  |  |  |  |  |  |  |
| Điệp viên 1 Tiếp viên hàng không của KLM, từ chức năm 1943 | Điệp viên 1 Tiếp viên hàng không của KLM, từ chức năm 1943 | Điệp viên 1 Tiếp viên hàng không của KLM, từ chức năm 1943 | Điệp viên 1 Tiếp viên hàng không của KLM, từ chức năm 1943 | Điệp viên 1 Tiếp viên hàng không của KLM, từ chức năm 1943 | Điệp viên 1 Tiếp viên hàng không của KLM, từ chức năm 1943 |  |  | Điệp viên 2 William Gerbers, doanh nhân Đức gốc Thụy sĩ, qua đời tại Bootle năm 1942 | Điệp viên 2 William Gerbers, doanh nhân Đức gốc Thụy sĩ, qua đời tại Bootle năm 1942 | Điệp viên 2 William Gerbers, doanh nhân Đức gốc Thụy sĩ, qua đời tại Bootle năm 1942 | Điệp viên 2 William Gerbers, doanh nhân Đức gốc Thụy sĩ, qua đời tại Bootle năm 1942 | Điệp viên 2 William Gerbers, doanh nhân Đức gốc Thụy sĩ, qua đời tại Bootle năm 1942 | Điệp viên 2 William Gerbers, doanh nhân Đức gốc Thụy sĩ, qua đời tại Bootle năm 1942 |  |  | Điệp viên 3 Benedict "Carlos", học sinh người Venezuela ở Glasgow | Điệp viên 3 Benedict "Carlos", học sinh người Venezuela ở Glasgow | Điệp viên 3 Benedict "Carlos", học sinh người Venezuela ở Glasgow | Điệp viên 3 Benedict "Carlos", học sinh người Venezuela ở Glasgow | Điệp viên 3 Benedict "Carlos", học sinh người Venezuela ở Glasgow | Điệp viên 3 Benedict "Carlos", học sinh người Venezuela ở Glasgow |  |  | Điệp viên 4 Chamillus, người gốc Gibraltar, bồi bàn công ty NAAFI ở Chislehurst | Điệp viên 4 Chamillus, người gốc Gibraltar, bồi bàn công ty NAAFI ở Chislehurst | Điệp viên 4 Chamillus, người gốc Gibraltar, bồi bàn công ty NAAFI ở Chislehurst | Điệp viên 4 Chamillus, người gốc Gibraltar, bồi bàn công ty NAAFI ở Chislehurst | Điệp viên 4 Chamillus, người gốc Gibraltar, bồi bàn công ty NAAFI ở Chislehurst | Điệp viên 4 Chamillus, người gốc Gibraltar, bồi bàn công ty NAAFI ở Chislehurst |  |  | Điệp viên 5 Moonbeam người gốc Venezuela, sống ở Ottawa, anh trai của "Benedict" | Điệp viên 5 Moonbeam người gốc Venezuela, sống ở Ottawa, anh trai của "Benedict" | Điệp viên 5 Moonbeam người gốc Venezuela, sống ở Ottawa, anh trai của "Benedict" | Điệp viên 5 Moonbeam người gốc Venezuela, sống ở Ottawa, anh trai của "Benedict" | Điệp viên 5 Moonbeam người gốc Venezuela, sống ở Ottawa, anh trai của "Benedict" | Điệp viên 5 Moonbeam người gốc Venezuela, sống ở Ottawa, anh trai của "Benedict" |  |  | Điệp viên 6 Hạ sĩ quan An ninh Dã chiến, tử trận năm 1943 | Điệp viên 6 Hạ sĩ quan An ninh Dã chiến, tử trận năm 1943 | Điệp viên 6 Hạ sĩ quan An ninh Dã chiến, tử trận năm 1943 | Điệp viên 6 Hạ sĩ quan An ninh Dã chiến, tử trận năm 1943 | Điệp viên 6 Hạ sĩ quan An ninh Dã chiến, tử trận năm 1943 | Điệp viên 6 Hạ sĩ quan An ninh Dã chiến, tử trận năm 1943 |  |  | Điệp viên 7 Dagobert cựu thủy thủ, sống ở Swansea | Điệp viên 7 Dagobert cựu thủy thủ, sống ở Swansea | Điệp viên 7 Dagobert cựu thủy thủ, sống ở Swansea | Điệp viên 7 Dagobert cựu thủy thủ, sống ở Swansea | Điệp viên 7 Dagobert cựu thủy thủ, sống ở Swansea | Điệp viên 7 Dagobert cựu thủy thủ, sống ở Swansea |  |  |  |  |  |  |  |  |  |  |  |  |  |  |  |  |  |  |  |  |  |  |  |  |  |  |  |  |  |  |  |  |  |  |  |  |  |  |  |  |  |  |  |  |
| Phi công kiêm nhân viên chuyển phát của KLM                | Phi công kiêm nhân viên chuyển phát của KLM                | Phi công kiêm nhân viên chuyển phát của KLM                | Phi công kiêm nhân viên chuyển phát của KLM                | Phi công kiêm nhân viên chuyển phát của KLM                | Phi công kiêm nhân viên chuyển phát của KLM                |  |  | Bà Gerbers, Góa phụ (được người Đức trả tiền trợ cấp)                                | Bà Gerbers, Góa phụ (được người Đức trả tiền trợ cấp)                                | Bà Gerbers, Góa phụ (được người Đức trả tiền trợ cấp)                                | Bà Gerbers, Góa phụ (được người Đức trả tiền trợ cấp)                                | Bà Gerbers, Góa phụ (được người Đức trả tiền trợ cấp)                                | Bà Gerbers, Góa phụ (được người Đức trả tiền trợ cấp)                                |  |  | Sĩ quan, Không quân Hoàng gia                                     | Sĩ quan, Không quân Hoàng gia                                     | Sĩ quan, Không quân Hoàng gia                                     | Sĩ quan, Không quân Hoàng gia                                     | Sĩ quan, Không quân Hoàng gia                                     | Sĩ quan, Không quân Hoàng gia                                     |  |  | Almura, nhân viên điện đài                                                      | Almura, nhân viên điện đài                                                      | Almura, nhân viên điện đài                                                      | Almura, nhân viên điện đài                                                      | Almura, nhân viên điện đài                                                      | Almura, nhân viên điện đài                                                      |  |  | Cháu của "Moonbeam" và "Benedict", sống tại Buffalo                              | Cháu của "Moonbeam" và "Benedict", sống tại Buffalo                              | Cháu của "Moonbeam" và "Benedict", sống tại Buffalo                              | Cháu của "Moonbeam" và "Benedict", sống tại Buffalo                              | Cháu của "Moonbeam" và "Benedict", sống tại Buffalo                              | Cháu của "Moonbeam" và "Benedict", sống tại Buffalo                              |  |  |                                                           |                                                           |                                                           |                                                           |                                                           |                                                           |  |  | Binh sĩ thuộc Sư đoàn Thiết giáp số 9             | Binh sĩ thuộc Sư đoàn Thiết giáp số 9             | Binh sĩ thuộc Sư đoàn Thiết giáp số 9             | Binh sĩ thuộc Sư đoàn Thiết giáp số 9             | Binh sĩ thuộc Sư đoàn Thiết giáp số 9             | Binh sĩ thuộc Sư đoàn Thiết giáp số 9             |  |  |  |  |  |  |  |  |  |  |  |  |  |  |  |  |  |  |  |  |  |  |  |  |  |  |  |  |  |  |  |  |  |  |  |  |  |  |  |  |  |  |  |  |
| Phi công kiêm nhân viên chuyển phát của KLM                | Phi công kiêm nhân viên chuyển phát của KLM                | Phi công kiêm nhân viên chuyển phát của KLM                | Phi công kiêm nhân viên chuyển phát của KLM                | Phi công kiêm nhân viên chuyển phát của KLM                | Phi công kiêm nhân viên chuyển phát của KLM                |  |  | Bà Gerbers, Góa phụ (được người Đức trả tiền trợ cấp)                                | Bà Gerbers, Góa phụ (được người Đức trả tiền trợ cấp)                                | Bà Gerbers, Góa phụ (được người Đức trả tiền trợ cấp)                                | Bà Gerbers, Góa phụ (được người Đức trả tiền trợ cấp)                                | Bà Gerbers, Góa phụ (được người Đức trả tiền trợ cấp)                                | Bà Gerbers, Góa phụ (được người Đức trả tiền trợ cấp)                                |  |  | Sĩ quan, Không quân Hoàng gia                                     | Sĩ quan, Không quân Hoàng gia                                     | Sĩ quan, Không quân Hoàng gia                                     | Sĩ quan, Không quân Hoàng gia                                     | Sĩ quan, Không quân Hoàng gia                                     | Sĩ quan, Không quân Hoàng gia                                     |  |  | Almura, nhân viên điện đài                                                      | Almura, nhân viên điện đài                                                      | Almura, nhân viên điện đài                                                      | Almura, nhân viên điện đài                                                      | Almura, nhân viên điện đài                                                      | Almura, nhân viên điện đài                                                      |  |  | Cháu của "Moonbeam" và "Benedict", sống tại Buffalo                              | Cháu của "Moonbeam" và "Benedict", sống tại Buffalo                              | Cháu của "Moonbeam" và "Benedict", sống tại Buffalo                              | Cháu của "Moonbeam" và "Benedict", sống tại Buffalo                              | Cháu của "Moonbeam" và "Benedict", sống tại Buffalo                              | Cháu của "Moonbeam" và "Benedict", sống tại Buffalo                              |  |  |                                                           |                                                           |                                                           |                                                           |                                                           |                                                           |  |  | Binh sĩ thuộc Sư đoàn Thiết giáp số 9             | Binh sĩ thuộc Sư đoàn Thiết giáp số 9             | Binh sĩ thuộc Sư đoàn Thiết giáp số 9             | Binh sĩ thuộc Sư đoàn Thiết giáp số 9             | Binh sĩ thuộc Sư đoàn Thiết giáp số 9             | Binh sĩ thuộc Sư đoàn Thiết giáp số 9             |  |  |  |  |  |  |  |  |  |  |  |  |  |  |  |  |  |  |  |  |  |  |  |  |  |  |  |  |  |  |  |  |  |  |  |  |  |  |  |  |  |  |  |  |
| Trưởng Bộ phận MOI khu vực Catalan                         | Trưởng Bộ phận MOI khu vực Catalan                         | Trưởng Bộ phận MOI khu vực Catalan                         | Trưởng Bộ phận MOI khu vực Catalan                         | Trưởng Bộ phận MOI khu vực Catalan                         | Trưởng Bộ phận MOI khu vực Catalan                         |  |  |                                                                                      |                                                                                      |                                                                                      |                                                                                      |                                                                                      |                                                                                      |  |  | Sĩ quan Sư đoàn Bộ binh 49                                        | Sĩ quan Sư đoàn Bộ binh 49                                        | Sĩ quan Sư đoàn Bộ binh 49                                        | Sĩ quan Sư đoàn Bộ binh 49                                        | Sĩ quan Sư đoàn Bộ binh 49                                        | Sĩ quan Sư đoàn Bộ binh 49                                        |  |  | Lính Cận vệ đóng quân ở Chislehurst                                             | Lính Cận vệ đóng quân ở Chislehurst                                             | Lính Cận vệ đóng quân ở Chislehurst                                             | Lính Cận vệ đóng quân ở Chislehurst                                             | Lính Cận vệ đóng quân ở Chislehurst                                             | Lính Cận vệ đóng quân ở Chislehurst                                             |  |  |                                                                                  |                                                                                  |                                                                                  |                                                                                  |                                                                                  |                                                                                  |  |  |                                                           |                                                           |                                                           |                                                           |                                                           |                                                           |  |  | Donny Lãnh đạo tổ chức World Aryan Order          | Donny Lãnh đạo tổ chức World Aryan Order          | Donny Lãnh đạo tổ chức World Aryan Order          | Donny Lãnh đạo tổ chức World Aryan Order          | Donny Lãnh đạo tổ chức World Aryan Order          | Donny Lãnh đạo tổ chức World Aryan Order          |  |  |  |  |  |  |  |  |  |  |  |  |  |  |  |  |  |  |  |  |  |  |  |  |  |  |  |  |  |  |  |  |  |  |  |  |  |  |  |  |  |  |  |  |
| Trưởng Bộ phận MOI khu vực Catalan                         | Trưởng Bộ phận MOI khu vực Catalan                         | Trưởng Bộ phận MOI khu vực Catalan                         | Trưởng Bộ phận MOI khu vực Catalan                         | Trưởng Bộ phận MOI khu vực Catalan                         | Trưởng Bộ phận MOI khu vực Catalan                         |  |  |                                                                                      |                                                                                      |                                                                                      |                                                                                      |                                                                                      |                                                                                      |  |  | Sĩ quan Sư đoàn Bộ binh 49                                        | Sĩ quan Sư đoàn Bộ binh 49                                        | Sĩ quan Sư đoàn Bộ binh 49                                        | Sĩ quan Sư đoàn Bộ binh 49                                        | Sĩ quan Sư đoàn Bộ binh 49                                        | Sĩ quan Sư đoàn Bộ binh 49                                        |  |  | Lính Cận vệ đóng quân ở Chislehurst                                             | Lính Cận vệ đóng quân ở Chislehurst                                             | Lính Cận vệ đóng quân ở Chislehurst                                             | Lính Cận vệ đóng quân ở Chislehurst                                             | Lính Cận vệ đóng quân ở Chislehurst                                             | Lính Cận vệ đóng quân ở Chislehurst                                             |  |  |                                                                                  |                                                                                  |                                                                                  |                                                                                  |                                                                                  |                                                                                  |  |  |                                                           |                                                           |                                                           |                                                           |                                                           |                                                           |  |  | Donny Lãnh đạo tổ chức World Aryan Order          | Donny Lãnh đạo tổ chức World Aryan Order          | Donny Lãnh đạo tổ chức World Aryan Order          | Donny Lãnh đạo tổ chức World Aryan Order          | Donny Lãnh đạo tổ chức World Aryan Order          | Donny Lãnh đạo tổ chức World Aryan Order          |  |  |  |  |  |  |  |  |  |  |  |  |  |  |  |  |  |  |  |  |  |  |  |  |  |  |  |  |  |  |  |  |  |  |  |  |  |  |  |  |  |  |  |  |
| Kiểm duyệt viên của MOI                                    | Kiểm duyệt viên của MOI                                    | Kiểm duyệt viên của MOI                                    | Kiểm duyệt viên của MOI                                    | Kiểm duyệt viên của MOI                                    | Kiểm duyệt viên của MOI                                    |  |  |                                                                                      |                                                                                      |                                                                                      |                                                                                      |                                                                                      |                                                                                      |  |  | Thủy thủ gốc Hy Lạp đã đào ngũ                                    | Thủy thủ gốc Hy Lạp đã đào ngũ                                    | Thủy thủ gốc Hy Lạp đã đào ngũ                                    | Thủy thủ gốc Hy Lạp đã đào ngũ                                    | Thủy thủ gốc Hy Lạp đã đào ngũ                                    | Thủy thủ gốc Hy Lạp đã đào ngũ                                    |  |  | Hạ sĩ quan Hoa Kỳ, đóng quân ở London                                           | Hạ sĩ quan Hoa Kỳ, đóng quân ở London                                           | Hạ sĩ quan Hoa Kỳ, đóng quân ở London                                           | Hạ sĩ quan Hoa Kỳ, đóng quân ở London                                           | Hạ sĩ quan Hoa Kỳ, đóng quân ở London                                           | Hạ sĩ quan Hoa Kỳ, đóng quân ở London                                           |  |  |                                                                                  |                                                                                  |                                                                                  |                                                                                  |                                                                                  |                                                                                  |  |  |                                                           |                                                           |                                                           |                                                           |                                                           |                                                           |  |  | Nữ nhân viên WREN công tác ở Ceylon               | Nữ nhân viên WREN công tác ở Ceylon               | Nữ nhân viên WREN công tác ở Ceylon               | Nữ nhân viên WREN công tác ở Ceylon               | Nữ nhân viên WREN công tác ở Ceylon               | Nữ nhân viên WREN công tác ở Ceylon               |  |  |  |  |  |  |  |  |  |  |  |  |  |  |  |  |  |  |  |  |  |  |  |  |  |  |  |  |  |  |  |  |  |  |  |  |  |  |  |  |  |  |  |  |
| Kiểm duyệt viên của MOI                                    | Kiểm duyệt viên của MOI                                    | Kiểm duyệt viên của MOI                                    | Kiểm duyệt viên của MOI                                    | Kiểm duyệt viên của MOI                                    | Kiểm duyệt viên của MOI                                    |  |  |                                                                                      |                                                                                      |                                                                                      |                                                                                      |                                                                                      |                                                                                      |  |  | Thủy thủ gốc Hy Lạp đã đào ngũ                                    | Thủy thủ gốc Hy Lạp đã đào ngũ                                    | Thủy thủ gốc Hy Lạp đã đào ngũ                                    | Thủy thủ gốc Hy Lạp đã đào ngũ                                    | Thủy thủ gốc Hy Lạp đã đào ngũ                                    | Thủy thủ gốc Hy Lạp đã đào ngũ                                    |  |  | Hạ sĩ quan Hoa Kỳ, đóng quân ở London                                           | Hạ sĩ quan Hoa Kỳ, đóng quân ở London                                           | Hạ sĩ quan Hoa Kỳ, đóng quân ở London                                           | Hạ sĩ quan Hoa Kỳ, đóng quân ở London                                           | Hạ sĩ quan Hoa Kỳ, đóng quân ở London                                           | Hạ sĩ quan Hoa Kỳ, đóng quân ở London                                           |  |  |                                                                                  |                                                                                  |                                                                                  |                                                                                  |                                                                                  |                                                                                  |  |  |                                                           |                                                           |                                                           |                                                           |                                                           |                                                           |  |  | Nữ nhân viên WREN công tác ở Ceylon               | Nữ nhân viên WREN công tác ở Ceylon               | Nữ nhân viên WREN công tác ở Ceylon               | Nữ nhân viên WREN công tác ở Ceylon               | Nữ nhân viên WREN công tác ở Ceylon               | Nữ nhân viên WREN công tác ở Ceylon               |  |  |  |  |  |  |  |  |  |  |  |  |  |  |  |  |  |  |  |  |  |  |  |  |  |  |  |  |  |  |  |  |  |  |  |  |  |  |  |  |  |  |  |  |
|                                                            |                                                            |                                                            |                                                            |                                                            |                                                            |  |  |                                                                                      |                                                                                      |                                                                                      |                                                                                      |                                                                                      |                                                                                      |  |  |                                                                   |                                                                   |                                                                   |                                                                   |                                                                   |                                                                   |  |  |                                                                                 |                                                                                 |                                                                                 |                                                                                 |                                                                                 |                                                                                 |  |  |                                                                                  |                                                                                  |                                                                                  |                                                                                  |                                                                                  |                                                                                  |  |  |                                                           |                                                           |                                                           |                                                           |                                                           |                                                           |  |  | Drake, sống ở Exeter                              |                                                   |                                                   |                                                   |                                                   |                                                   |  |  |  |  |  |  |  |  |  |  |  |  |  |  |  |  |  |  |  |  |  |  |  |  |  |  |  |  |  |  |  |  |  |  |  |  |  |  |  |  |  |  |  |  |
|                                                            |                                                            |                                                            |                                                            |                                                            |                                                            |  |  |                                                                                      |                                                                                      |                                                                                      |                                                                                      |                                                                                      |                                                                                      |  |  |                                                                   |                                                                   |                                                                   |                                                                   |                                                                   |                                                                   |  |  |                                                                                 |                                                                                 |                                                                                 |                                                                                 |                                                                                 |                                                                                 |  |  |                                                                                  |                                                                                  |                                                                                  |                                                                                  |                                                                                  |                                                                                  |  |  |                                                           |                                                           |                                                           |                                                           |                                                           |                                                           |  |  |                                                   |                                                   |                                                   |                                                   |                                                   |                                                   |  |  |  |  |  |  |  |  |  |  |  |  |  |  |  |  |  |  |  |  |  |  |  |  |  |  |  |  |  |  |  |  |  |  |  |  |  |  |  |  |  |  |  |  |
|                                                            |                                                            |                                                            |                                                            |                                                            |                                                            |  |  |                                                                                      |                                                                                      |                                                                                      |                                                                                      |                                                                                      |                                                                                      |  |  |                                                                   |                                                                   |                                                                   |                                                                   |                                                                   |                                                                   |  |  |                                                                                 |                                                                                 |                                                                                 |                                                                                 |                                                                                 |                                                                                 |  |  |                                                                                  |                                                                                  |                                                                                  |                                                                                  |                                                                                  |                                                                                  |  |  |                                                           |                                                           |                                                           |                                                           |                                                           |                                                           |  |  | Một người theo Phát xít, sống ở nam xứ Wales      |                                                   |                                                   |                                                   |                                                   |                                                   |  |  |  |  |  |  |  |  |  |  |  |  |  |  |  |  |  |  |  |  |  |  |  |  |  |  |  |  |  |  |  |  |  |  |  |  |  |  |  |  |  |  |  |  |
|                                                            |                                                            |                                                            |                                                            |                                                            |                                                            |  |  |                                                                                      |                                                                                      |                                                                                      |                                                                                      |                                                                                      |                                                                                      |  |  |                                                                   |                                                                   |                                                                   |                                                                   |                                                                   |                                                                   |  |  |                                                                                 |                                                                                 |                                                                                 |                                                                                 |                                                                                 |                                                                                 |  |  |                                                                                  |                                                                                  |                                                                                  |                                                                                  |                                                                                  |                                                                                  |  |  |                                                           |                                                           |                                                           |                                                           |                                                           |                                                           |  |  |                                                   |                                                   |                                                   |                                                   |                                                   |                                                   |  |  |  |  |  |  |  |  |  |  |  |  |  |  |  |  |  |  |  |  |  |  |  |  |  |  |  |  |  |  |  |  |  |  |  |  |  |  |  |  |  |  |  |  |
|                                                            |                                                            |                                                            |                                                            |                                                            |                                                            |  |  |                                                                                      |                                                                                      |                                                                                      |                                                                                      |                                                                                      |                                                                                      |  |  |                                                                   |                                                                   |                                                                   |                                                                   |                                                                   |                                                                   |  |  |                                                                                 |                                                                                 |                                                                                 |                                                                                 |                                                                                 |                                                                                 |  |  |                                                                                  |                                                                                  |                                                                                  |                                                                                  |                                                                                  |                                                                                  |  |  |                                                           |                                                           |                                                           |                                                           |                                                           |                                                           |  |  | Dorick, sống ở Harwich                            |                                                   |                                                   |                                                   |                                                   |                                                   |  |  |  |  |  |  |  |  |  |  |  |  |  |  |  |  |  |  |  |  |  |  |  |  |  |  |  |  |  |  |  |  |  |  |  |  |  |  |  |  |  |  |  |  |

## Sau chiến tranh

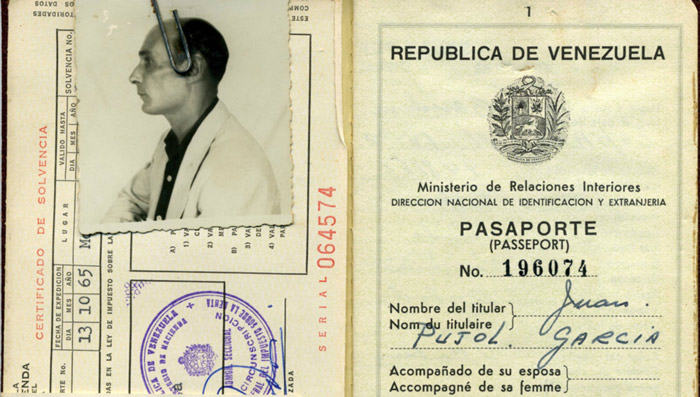
Hộ chiếu của Juan Pujol García ở Venezuela

Sau khi Chiến tranh thế giới thứ hai kết thúc, để tránh bị trả thù bởi tàn dư của Đức Quốc xã, với sự giúp đỡ của MI5, Juan Pujol García đã tạo ra cái chết giả bởi bệnh sốt rét vào năm 1949 ở Angola. Sau đó, Juan Pujol García chuyển đến sống ở Lagunillas, Venezuela, nơi ông sống một cách kín tiếng và làm chủ một hiệu bán sách và đồ lưu niệm kiêm giáo viên ngoại ngữ bằng một cái tên giả khác. Pujol ly hôn với người vợ đầu của ông và tái hôn với Carmen Cilia. Họ có với nhau hai người con trai, Carlos Miguel and Joan Carlos, và một người con gái mất vào năm 1975 ở tuổi 20. Vào năm 1984, Pujol cùng con trai Miguel chuyển về La Trinidad, Caracas sinh sống.
Năm 1971, chính trị gia người Anh Rupert Allason, với bút danh Nigel West, bắt đầu hứng thú và quan tâm tới sự nghiệp tình báo của Garbo. Trong nhiều năm, ông đã phỏng vấn một loạt các cựu sĩ quan tình báo, nhưng không ai biết danh tính thực sự của Garbo. Cuối cùng, với sự giúp đỡ của Anthony Blunt, một người bạn thân của Tomás Harris và là điệp viên của Liên Xô nằm vùng trong MI5, Allason biết được Garbo "có thể tên là Juan hoặc José García." Đến tháng 3 năm 1984, một cựu sĩ quan của MI5 từng công tác ở Tây Ban Nha đã cung cấp tên chính xác của Garbo cho Allason là Juan García. Juan García là một cái tên rất phổ biến ở Tây Ban Nha, nên Allason đã thuê một chuyên viên hỗ trợ gọi điện cho từng người có tên là J. García, dựa theo thông tin được ghi trong sổ điện thoại bàn của Barcelona. Cuối cùng, họ liên lạc được với người cháu của Pujol, và vào ngày 20 tháng 5 năm 1984, Pujol và Allason gặp mặt nhau lần đầu ở New Orleans.
Được Allason thuyết phục, Pujol đã bay đến Luân Đôn và được Vương tế Philip tiếp đón tại Cung điện Buckingham trong một buổi tiếp kiến dài bất thường. Pujol cũng được mời đến thăm quan Câu lạc bộ Lực lượng Đặc biệt, nơi ông được đoàn tụ với những người đồng nghiệp cũ của mình như T. A. Robertson, Roger Fleetwood Hesketh, Cyril Mills và Desmond Bristow.
Juan Pujol García qua đời ở Caracas ngày 10 tháng 10 năm 1988 ở tuổi 76. Ông được chôn cất ở Choroní, một thị trấn nhỏ nằm trong Vườn Quốc gia Henri Pittier giáp với Biển Caribe.

## Phần thưởng và vinh danh
Ngày 29 tháng 7 năm 1944, Pujol, dưới bí danh Alaric, được trao thưởng Huân chương Thập tự Sắt, Hạng nhì, vì những đóng góp lớn lao cho Đức Quốc Xã. Thông báo trao thưởng huân chương này được phát qua sóng radio, và trong bức điện đáp từ, Juan Pujol García đã bày tỏ "những lời cảm ơn khiêm nhường" trước một vinh dự mà ông thực sự "không xứng đáng." Ngoài ra, ông còn được Vua George VI trao thưởng Huân chương Đế quốc Anh vào ngày 25 tháng 11 năm 1944 tại một buổi lễ bí mật ở Cung điện Buckingham, vì những đóng góp của ông vào chiến thắng của phe Đồng Minh trong Chiến tranh Thế giới thứ hai.